# مرتون، نورفک
مرتون (به انگلیسی: Merton) یک روستا و محله مدنی در بریتانیا است که در Breckland District واقع شده‌است. مرتون ۵٫۹۴ کیلومتر مربع مساحت و ۱۳۳ نفر جمعیت دارد.